# Старый Спасс
Ста́рый Спасс — деревня в муниципальном округе Егорьевск Московской области России.

## География
Деревня Старый Спасс расположена в восточной части муниципального округа Егорьевск, примерно в 29 километрах к юго-востоку от города Егорьевск. В 400 метрах к востоку от деревни протекает река Цна. Высота над уровнем моря 114 метров.

## Название
В письменных источниках упоминается как село Люлечи (1577 год), Лелечи (1627 год), Спас (1646 год), с 1726 года — Старый Спас.
Название Спас по находившейся в деревне церкви Спаса Нерукотворного образа. В XVIII веке церковь была разобрана по ветхости, в то же время в селе Починки была построена новая церковь с тем же наименованием, в результате за деревней закрепилось название Старый Спас, а за селом Починки — Новый Спас.

## История
На момент отмены крепостного права деревня принадлежала помещице Беклемишевой. После 1861 года деревня вошла в состав Починковской волости Егорьевского уезда. Приход находился в селе Куплиям.
В 1926 году деревня входила в Куплиямский сельсовет Куплиямской волости Егорьевского уезда.
До 1994 года Старый Спасс входил в состав Починковского сельсовета Егорьевского района, в 1994—2004 годы — Починковского сельского округа, а в 2004—2006 годы — Подрядниковского сельского округа.
Входит в состав сельского поселения Юрцовское.

## Демография
В 1885 году в деревне проживало 247 человек, в 1905 году — 293 человека (142 мужчины, 151 женщина), в 1926 году — 334 человека (164 мужчины, 170 женщин). По переписи 2002 года — 17 человек (6 мужчин, 11 женщин). Население — 27 чел. (2010).
| 1859 | 1868 | 1885 | 1905 | 1926 | 2002 | 2006 |
| ---- | ---- | ---- | ---- | ---- | ---- | ---- |
| 140  | ↗148 | ↗247 | ↗293 | ↗334 | ↘17  | ↘8   |
| 2010 |      |      |      |      |      |      |
| ↗27  |      |      |      |      |      |      |